# Phase 5 de l'univers cinématographique Marvel
 Pour plus de détails, voir Fiche technique et Distribution
La phase 5 de l'univers cinématographique Marvel (MCU) est un groupe de films et de séries télévisées de super-héros américains produits par Marvel Studios basés sur des personnages qui apparaissent dans les publications de Marvel Comics. La phase 5 présente toutes les productions de Marvel Studios qui devraient sortir de 2023 à mi-2025, avec Walt Disney Studios Motion Pictures distribuant les films, tandis que les séries sortent sur Disney+. Le premier film de la phase est Ant-Man et la Guêpe : Quantumania, qui est sortie le 15 février 2023, la première série de la phase est Secret Invasion, sortie le 21 juin 2023.
Les films de la phase incluent également Les Gardiens de la Galaxie Vol. 3 qui achève la trilogie de James Gunn, The Marvels avec Brie Larson, Teyonah Parris et Iman Vellani, Deadpool et Wolverine avec Ryan Reynolds et Hugh Jackman, Captain America: Brave New World avec Anthony Mackie et Harrison Ford, pour se conclure avec Thunderbolts* avec Florence Pugh et Sebastian Stan.
Les séries télévisées Disney+ liées à la phase comprennent Secret Invasion, la deuxième saison de Loki , la deuxième et troisième saison de What If...?, Echo, Agatha All Along, Votre fidèle serviteur Spider-Man, la première saison de Daredevil: Born Again avec Charlie Cox et Ironheart en conclusion de la phase 5, sortie le 24 juin 2025.
La phase 5, avec les phases 4 et 6, constituent la Saga du Multivers.

## Développement
En avril 2014, le président de Marvel Studios, Kevin Feige, a déclaré que des scénarios supplémentaires pour l'univers cinématographique Marvel (MCU) étaient prévus jusqu'en 2028. Lors du panel de Marvel Studios au San Diego Comic-Con de juillet 2019, Feige a annoncé plusieurs films et séries télévisées Disney+ en développement pour la phase 4 du MCU, avant de révéler que le film Blade était également en développement. Après le panel, Feige a confirmé que Blade ne faisait pas partie de la liste de la phase quatre à l'époque, et que ce qui avait été annoncé était la liste complète de la phase quatre au moment de l’annonce, bien que Marvel développe déjà d'autres projets à ce moment-là, tels que les Gardiens de la Galaxie Vol. 3, et une suite de Captain Marvel (2019). Une suite d'Ant-Man et la Guêpe (2018) est entrée en développement en novembre 2019, avec une sortie potentielle en 2022. Travail de développement sur une deuxième saison de What If...? avait commencé en décembre 2019.
En avril 2020, a prévu la sortie de Captain Marvel 2 le 8 juillet 2022, avant de le reporter au 11 novembre 2022 en décembre 2020. En décembre également, ils sont sortis avec Gardiens de la Galaxie Vol. 3 pour 2023, et a annoncé Ant-Man et la Guêpe : Quantumania et Les Quatre Fantastiques étaient en développement, avec les séries Disney+ Secret Invasion, Ironheart et Armor Wars. Feige a indiqué que Secret Invasion et Ironheart seraient liés aux futurs films MCU. Ces séries Disney+, plus Captain Marvel 2, Ant-Man et la Guêpe: Quantumania, Les Gardiens de la Galaxie Vol. 3 et Les 4 Fantastiques étaient censés faire partie de la phase quatre à cette époque. En novembre 2020, le développement avait commencé sur une deuxième saison de la série télévisée Loki, qui a été officiellement confirmée en juillet 2021. Le développement d'une série centrée sur Echo en tant que spin-off de Hawkeye a commencé en mars 2021. À la fin du mois suivant, un quatrième film de Captain America, Captain America: New World Order, s'est révélé être en développement dans la continuité de la série Falcon et le Soldat de l'hiver (2021).

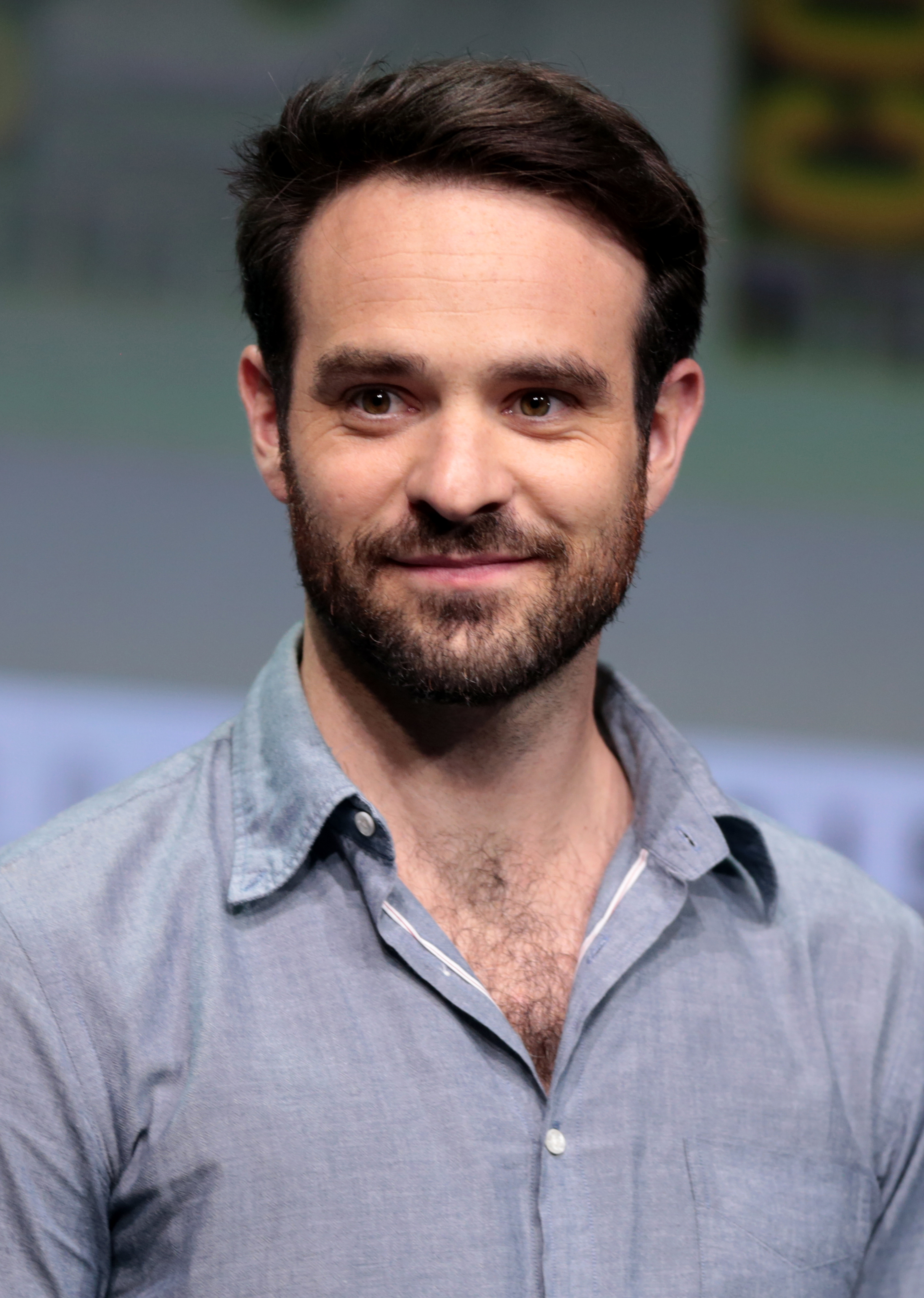
Charlie Cox qui incarne le personnage de Daredevil depuis la série du même nom.

En mai 2021, Marvel Studios a annoncé le titre de Captain Marvel 2 sous le nom de The Marvels, ainsi que les dates de sortie respectives du 17 février et du 5 mai 2023 pour Ant-Man et la Guêpe: Quantumania et Les Gardiens de la Galaxie Vol. 3. En octobre 2021, Marvel Studios a encore ajusté The Marvels au 17 février 2023 et Quantumania au 28 juillet 2023, uniquement pour échanger leurs dates de sortie en avril 2022, étant donné que Quantumania était plus avancé dans production que The Marvels. Le développement d'une série centrée sur Agatha Harkness en tant que spin-off de WandaVision a commencé en octobre 2021. Lors de l'événement Disney+ Day le mois suivant, Marvel Studios a officiellement annoncé Echo et Agatha: Darkhold Diaries,.
En mars 2022, un projet de redémarrage de la série Netflix Daredevil (2015-2018) de Marvel Television s'est révélé être en développement   et a été confirmé comme étant en développement pour Disney+ en mai. En juin 2022, Marvel Studios développait le film Thunderbolts. Plus tard ce mois-là, Feige a déclaré que des informations sur la prochaine saga du MCU seraient fournies dans les mois suivants, Marvel Studios étant « un peu plus direct » sur leurs plans futurs pour fournir au public « une vue d'ensemble [afin qu'ils] puissent voir un tout petit peu plus de la feuille de route » en suivant les indices inclus lors de la phase 4.
Lors du panel Comic-Con de San Diego de Marvel Studios en juillet 2022, Feige a annoncé que Black Panther: Wakanda Forever conclurait la phase 4, les films et séries suivants faisant partie de la phase 5 : Ant-Man et la Guêpe : Quantumania et Les Gardiens de la Galaxie Vol. 3, The Marvels, Secret Invasion et Ironheart. Blade, la deuxième saison de Loki, Echo et Agatha: Coven of Chaos ont également été confirmées pour la phase 5, Kevin Feige annonçant la série Daredevil: Born Again et les films Captain America: New World Order et Thunderbolts. Marvel Studios aura également un panel à J23 en septembre 2022.
Le 16 février 2023, afin de répondre aux critiques faites sur les dernières séries Marvel et leurs réceptions mitigées (Moon Knight, Miss Marvel et She-Hulk : Avocate) Kevin Feige annonce vouloir ralentir le rythme de sortie des séries liées aux MCU sur Disney+, considérant donc que seules Secret Invasion et la saison 2 de Loki seraient assurées d'une diffusion dans l'année.
Variety fit le bilan fin 2023 sur la phase 5 et indique que le studio rencontre plusieurs problèmes : les tournages suspendus dû à la grève des acteurs et des scénaristes, les accusations judiciaires, depuis confirmées, visant Jonathan Majors — d'où l'éventualité de remplacer Kang par Dr. Fatalis comme antagoniste principal —, les productions compliquées avec les reshoots, les effets spéciaux conçus dans l'urgence et les budgets croissant des productions combinées à un box-office en deçà des objectifs.

## Films
| Films                             | Date de sortie                   | Réalisation   | Scénario                                                          |
| --------------------------------- | -------------------------------- | ------------- | ----------------------------------------------------------------- |
| Ant-Man et la Guêpe : Quantumania | 17 février 2023 15 février 2023  | Peyton Reed   | Jeff Loveness                                                     |
| Les Gardiens de la Galaxie Vol. 3 | 5 mai 2023 3 mai 2023            | James Gunn    | James Gunn                                                        |
| The Marvels                       | 10 novembre 2023 8 novembre 2023 | Nia DaCosta   | Megan McDonnell, Elissa Karasik et Nia DaCosta                    |
| Deadpool et Wolverine             | 26 juillet 2024 24 juillet 2024  | Shawn Levy    | Rhett Reese, Paul Wernick, Zeb Wells, Ryan Reynolds et Shawn Levy |
| Captain America: Brave New World  | 14 février 2025 12 février 2025  | Julius Onah   | Malcolm Spellman, Dalan Musson et Julius Onah                     |
| Thunderbolts*                     | 2 mai 2025 30 avril 2025         | Jake Schreier | Eric Pearson, Lee Sung Jin et Joanna Calo                         |

### Ant-Man et la Guêpe: Quantumania(2023)
Pour plus de détails, voir Fiche technique et Distribution.

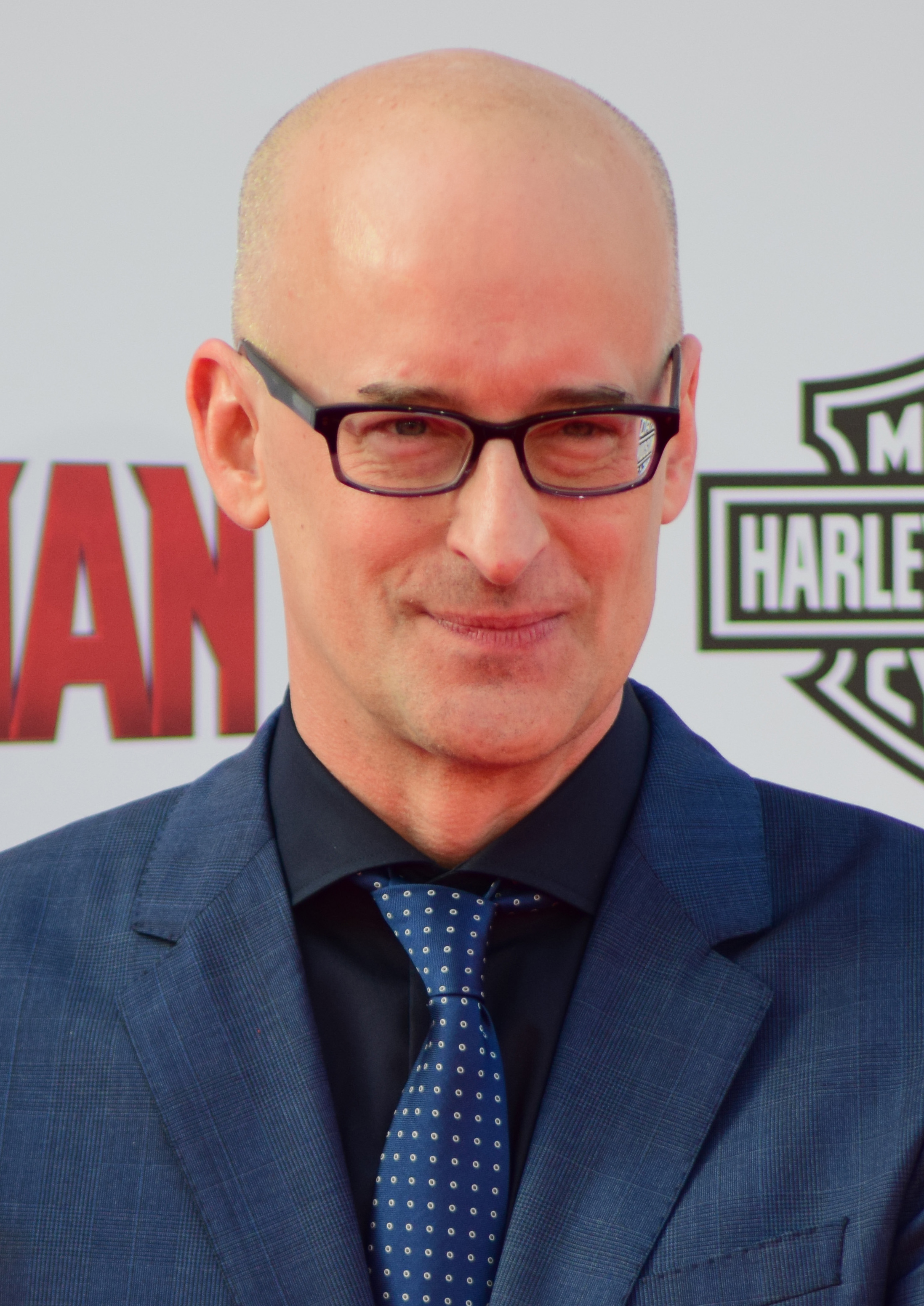
Peyton Reed, (en 2015) réalisateur des films Ant-Man

Scott Lang et Hope van Dyne, ainsi que les parents de Hope, Hank Pym et Janet van Dyne, partent pour une nouvelle aventure en explorant le royaume quantique.
Avant la sortie d'Ant-Man and the Wasp (2018), Peyton Reed et Marvel Studios s'attendaient à ce qu'un troisième film d'Ant-Man soit réalisé et avaient discuté de points d'histoire potentiels, avec Reed revenant en tant que réalisateur en décembre 2019, aux côtés de Paul Rudd et Evangeline Lilly dans le rôle de Scott Lang / Ant-Man et Hope van Dyne / Wasp. Jeff Loveness écrit le scénario en avril 2020, avec le titre et de nouveaux membres de la distribution révélés en décembre. Le tournage en Turquie a commencé début février 2021, tandis que tournage principal a commencé fin juillet aux Pinewood Studios dans le Buckinghamshire, et s'est terminé en décembre. Le tournage devait également avoir lieu à Atlanta et à San Francisco, jusqu'en 2022. Ant-Man et la Guêpe : Quantumania sort le 17 février 2023.
Jonathan Majors apparaît comme Kang le conquérant, après être apparu pour la première fois comme un variant de ce personnage appelé Celui qui demeure dans la série Loki (2021-2023). 

### Les Gardiens de la Galaxie Vol. 3(2023)
Pour plus de détails, voir Fiche technique et Distribution.

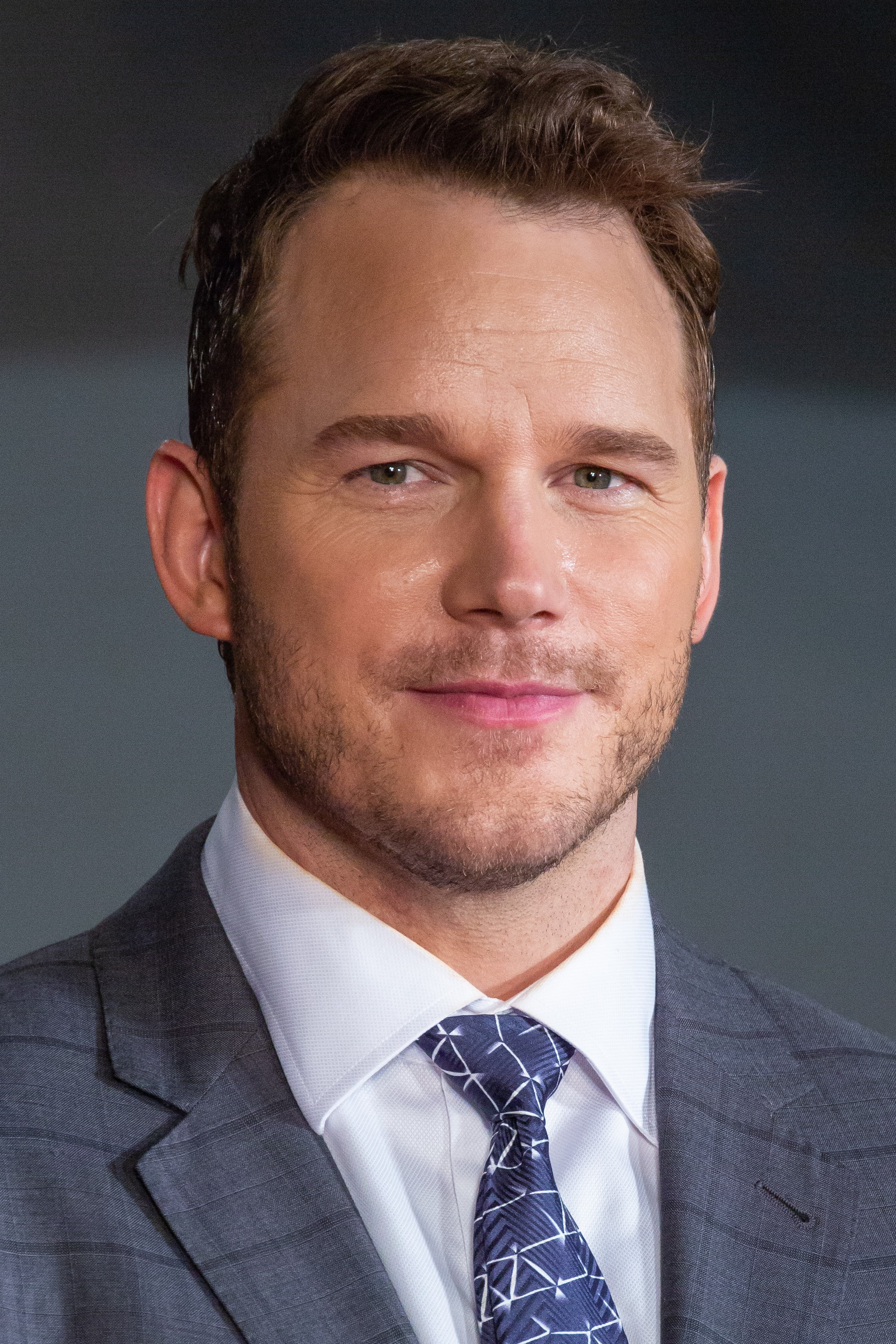
Chris Pratt (en 2018) qui joue le personnage : Peter Quill alias Star Lord.

Peter Quill, encore sous le choc de la perte de Gamora, doit rallier les Gardiens de la Galaxie dans une mission pour défendre l'univers et protéger l'un des leurs.
Un troisième film Les Gardiens de la Galaxie était prévu par Marvel Studios en avril 2016, avec James Gunn revenant pour écrire et réaliser un an plus tard. Disney l'a licencié en juillet 2018 après la réapparition de tweets controversés, mais a inversé le cap en octobre et a réintégré Gunn en tant que réalisateur. Le retour de Gunn a été révélé début 2019 avec l'implication des cinq stars principales,avec une production commençant après que Gunn ait terminé son film The Suicide Squad (2021) et sa série dérivée Peacemaker (2022). Feige a confirmé que le film était en développement au Comic-Con de San Diego en juillet 2019. Le tournage a commencé en novembre 2021, aux studios Trilith à Atlanta, et s'est terminé début mai 2022. Les Gardiens de la Galaxie Vol. 3 sort le 5 mai 2023.
Les Gardiens de la Galaxie Vol. 3 se déroule après les événements de Thor: Love and Thunder (2022) et Les Gardiens de la Galaxie : Holiday Special (2022).

### The Marvels(2023)
Pour plus de détails, voir Fiche technique et Distribution.
Feige a confirmé qu'une suite de Captain Marvel (2019) était en développement au Comic-Con de San Diego en juillet 2019, avec Megan McDonnell écrivant le scénario et Brie Larson revenant en tant que Carol Danvers / Captain Marvel d'ici décembre 2020. Le studio voulait une réalisatrice pour le film plutôt que de faire revenir Anna Boden et Ryan Fleck du premier, avec Nia DaCosta embauchée pour réaliser en août. Le film a été annoncé avec le titre Captain Marvel 2 en décembre 2020, puis sous le titre officiel, The Marvels, en mai 2021. Le tournage de la deuxième équipe a commencé à la mi-avril 2021 dans le New Jersey, tandis que le tournage principal avait commencé en août aux Pinewood Studios dans le Buckinghamshire, Longcross Studios à Surrey, et à Tropea. Le tournage a également eu lieu à Los Angeles et s'est terminé mai 2022. The Marvels sort en France le 08 novembre 2023.
The Marvels est mis en place par la série Disney+ Ms. Marvel (2022), avec Iman Vellani, Saagar Shaikh, Zenobia Shroff et Mohan Kapur reprenant leurs rôles respectifs en tant que Kamala Khan / Mme Marvel, Aamir Khan, Muneeba Khan et Yusuf Khan. Teyonah Parris revient en tant que Monica Rambeau de la série WandaVision (2021), après que le personnage est apparu enfant, interprétée par Akira Akbar dans Captain Marvel.

### Deadpool et Wolverine(2024)
Pour plus de détails, voir Fiche technique et Distribution.
Le 27 septembre 2022, Ryan Reynolds poste une vidéo sur les réseaux sociaux dans laquelle il annonce officiellement le développement de Deadpool 3 ainsi que la date de sortie prévue le 6 septembre 2024 aux États-Unis. Dans cette vidéo, il intéragit avec Hugh Jackman en lui-demandant « Hey Hugh, you want to play Wolverine one more time? » (Dis Hugh, tu voudrais jouer Wolverine encore une fois ?) ce à quoi Hugh répond « Oui bien sûr. ». Le lendemain, Hugh Jackman poste à son tour une vidéo en compagnie de Ryan confirmant son apparition. Le film marquera l'entrée dans le MCU des personnages de Deadpool et Wolverine.
Le 14 février 2023, l’actrice britannique Emma Corrin est annoncée au casting.

### Captain America: Brave New World(2025)
Pour plus de détails, voir Fiche technique et Distribution.

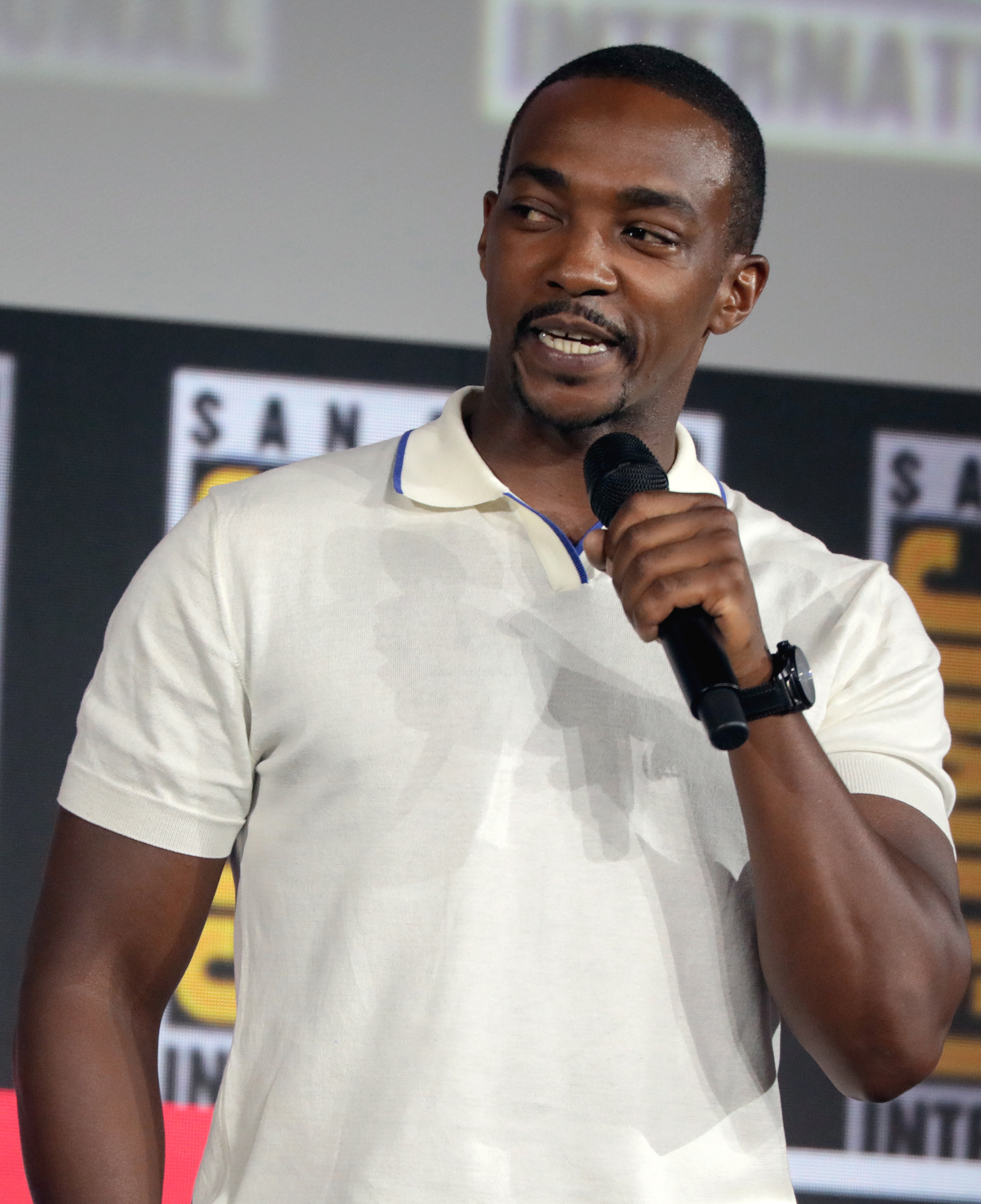
Anthony Mackie (en 2019) Incarne Sam Wilson, devenu le nouveau Captain America dans la série Falcon et le Soldat de l'hiver.

En avril 2021, un quatrième film Captain America est révélé être en développement, avec un scénario co-écrit par Malcolm Spellman et Dalan Musson. Le duo a précédemment été scénariste, sur la série Disney+ Falcon et le soldat de l'hiver (2021). Anthony Mackie reprend en août, son rôle de Sam Wilson / Captain America. Julius Onah a été choisi pour être le réalisateur en juillet 2022. Le film explorera les effets de devenir Captain America sur Wilson. Captain America: Brave New World sort le 12 février 2025.

Le 10 septembre 2022, lors de la D23 Expo, il est annoncé que Tim Blake Nelson reprendra son rôle du Samuel Sterns / le Leader (apparu pour la première fois dans L’incroyable Hulk). Carl Lumbly reprendra son rôle d’Isaiah Bradley qu’il avait joué dans Falcon et le soldat de l’hiver tandis que Danny Ramirez son rôle de Joaquin Torres. Shira Haas intègre le MCU et jouera le rôle d’une héroïne israélienne du nom de Sabra. 

### Thunderbolts*(2025)
Pour plus de détails, voir Fiche technique et Distribution.
En juin 2022, un film Thunderbolts est en développement, avec Jake Schreier à la réalisation et Eric Pearson pour le scénario. Le tournage commence mi-2023. Les acteurs qui avaient dépeint des personnages de type méchant dans les projets MCU antérieurs font partie du film. Thunderbolts est prévu pour une sortie en salles le 31 juillet 2024.

Le 10 septembre 2022, lors de la D23 Expo, Julia Louis-Dreyfus, Sebastian Stan et Wyatt Russell sont annoncés dans le film reprenant respectivement leurs rôles de la comtesse Valentina « Val » Allegra de Fontaine, James « Bucky » Barnes et John Walker / U.S. Agent. Florence Pugh (Yelena Belova / Black Widow), David Harbour (Alexei Shostakov / Gardien Rouge), Hannah John Kamen (Ava Starr / Fantôme) et Olga Kurylenko (Antonia Dreykov / Taskmaster) sont également présents sur scène lors de cette conférence et annoncés dans le film.
Le 23 février 2023, il est annoncé que les acteurs Steven Yeun et Ayo Edebiri intègrent le casting du film.
Le 14 février 2024, le calendrier change à nouveau et la sortie de Thunderbolts va précéder celle du film sur les Quatre Fantastiques, le film étant avancé en mai 2025.

## Séries télévisées
| Série                             | Saison | Saison | Épisodes | Sortie originale  | Sortie originale | Show runner      | Réalisateur(s)                       | Statut     |
| Série                             | Saison | Saison | Épisodes | Première sortie   | Dernière sortie  | Show runner      | Réalisateur(s)                       | Statut     |
| --------------------------------- | ------ | ------ | -------- | ----------------- | ---------------- | ---------------- | ------------------------------------ | ---------- |
| Secret Invasion                   |        | 1      | 6        | 21 juin 2023      | 26 juillet 2023  | Kyle Bradstreet  | Thomas Bezucha et Ali Selim          | Terminée   |
| Je s'appelle Groot                |        | 2      | 5        | 6 septembre 2023  | 6 septembre 2023 | Kirsten Lepore   | Kirsten Lepore                       | Terminée   |
| Loki                              |        | 2      | 6        | 6 octobre 2023    | 10 novembre 2023 | Eric Martin      | Justin Benson et Aaron Moorhead      | Terminée   |
| What If...?                       |        | 2      | 9        | 22 décembre 2023  | 30 décembre 2023 | AC Bradley       | Bryan Andrew                         | Renouvelée |
| Echo                              |        | 1      | 5        | 10 janvier 2024   | 10 janvier 2024  | Marion Dayré     | Sydney Freeland et Catriona McKenzie | Terminée   |
| Agatha All Along                  |        | 1      | 9        | 19 septembre 2024 | 31 octobre 2024  | Jac Schaeffer    | Jac Schaeffer                        | Terminée   |
| What If...?                       |        | 3      | 8        | 22 décembre 2024  | 29 décembre 2024 | AC Bradley       | Bryan Andrew                         | Terminée   |
| Votre fidèle serviteur Spider-Man |        | 1      | 10       | 29 janvier 2025   | 19 février 2025  | Jeff Trammell    | Mel Zwyer                            | Renouvelée |
| Daredevil: Born Again             |        | 1      | 9        | 4 mars 2025       | 15 avril 2025    | Dario Scardapane | Justin Benson et Aaron Moorhead      | Renouvelée |
| Ironheart                         |        | 1      | 6        | 24 juin 2025      | 1er juillet 2025 | Chinaka Hodge    | Sam Bailey et Angela Barnes          | Terminée   |

### Secret Invasion(2023)

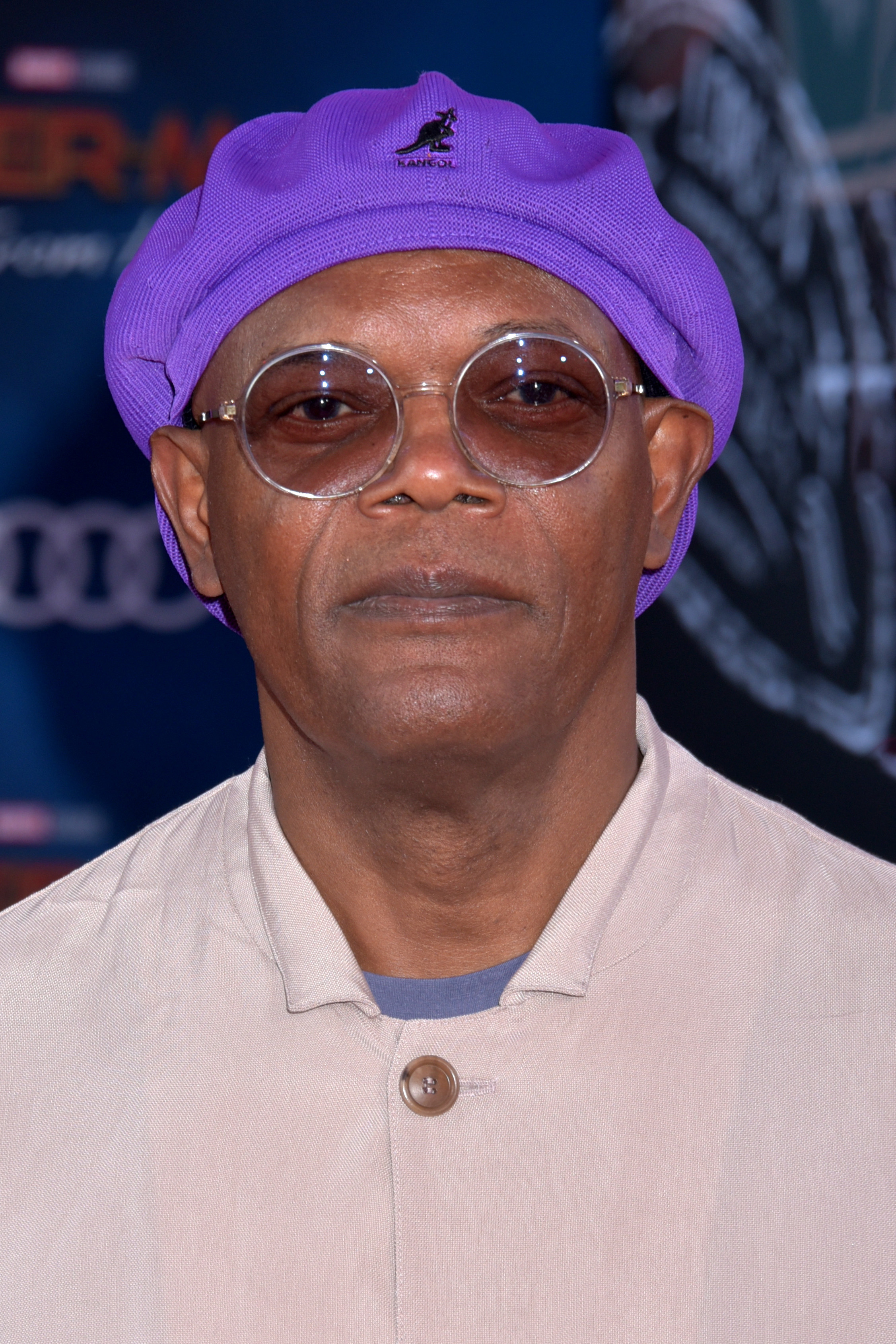
Samuel L. Jackson (en 2019) qui incarne Nick Fury dans le MCU.

Une secte de Skrulls a infiltré les aspects de la vie sur Terre. Pour les démasquer, Nick Fury quitte sa mission spatiale et rejoint Maria Hill et Talos.
En septembre 2020, Marvel Studios développait une série centrée sur Nick Fury, avec Samuel L. Jackson reprenant son rôle et Kyle Bradstreet en tant que scénariste. En décembre, Marvel Studios a révélé que la série était une adaptation du scénario de la bande dessinée Secret Invasion, Ben Mendelsohn reprend le rôle de Talos. Le tournage commence en septembre 2021 à Londres, avec Thomas Bezucha et Ali Selim réalisant les épisodes. Le tournage s'est terminé fin avril 2022. Des tournages supplémentaires ont eu lieu dans le West Yorkshire et à Liverpool, en Angleterre. Secret Invasion devrait sortir au début de 2023, et se composera de six épisodes.
Cobie Smulders, Martin Freeman et Don Cheadle reprendront leurs rôles respectifs de Maria Hill, Everett K. Ross, et James "Rhodey" Rhodes. 

### Loki, saison 2 (2023)
La première saison de Loki et sortie en juin 2021. Le développement d'une deuxième saison avait commencé en novembre 2020, avec le scénariste en chef de la saison 1, Michael Waldron, qui devrait à nouveau être impliqué « dans une certaine mesure » d'ici janvier 2021. La saison a été officiellement confirmée en juillet 2021, avec le retour de Tom Hiddleston dans le rôle de Loki . En février 2022, Eric Martin devait écrire la série, avec Waldron comme producteur exécutif. Le tournage a commencé en juin, aux Pinewood Studios au Royaume-Uni, avec Justin Benson et Aaron Moorhead réalisant la majorité des épisodes. La deuxième saison de Loki sort le 6 octobre 2023 et se composera de six épisodes.

### What If...?, saison 2 (2023)
À la suite de la formation des Gardiens du multivers, le Watcher continue de rencontrer de nouveaux héros et des mondes étranges dans le multivers de Marvel Cinematic Universe.
Alors que la première saison de What If..? a vu le jour en août 2021, en décembre 2019, les travaux avaient déjà commencé sur la deuxième saison, qui sera composée de neuf épisodes. AC Bradley et Bryan Andrews reviennent respectivement en tant que scénariste en chef et réalisateur. La saison devait initialement sortir début 2023, mais une annonce de Kevin Feige en février 2023 précise que la série sortira en décembre 2023.

### Echo(2024)
Maya Lopez retourne dans sa ville natale après les événements de New York, où elle doit accepter son passé, tout en renouant avec ses racines amérindiennes et en embrassant sa famille et sa communauté.
Le développement d'un spin-off de la série Hawkeye (2021) mettant en vedette Alaqua Cox dans le rôle de Maya Lopez / Echo a commencé en mars 2021, avec Etan Cohen et Emily Cohen à la réalisation et la production la série a été officiellement annoncé en décembre 2021, date à laquelle il a été révélé que Marion Dayre serait la rédactrice en chef et que 20th Television coproduirait la série. Le tournage a commencé fin avril 2022, et durera jusqu'en décembre, se produisant dans toute la région métropolitaine d'Atlanta, Peachtree City, Social Circle, et Grantville, Géorgie, avec Sydney Freeland et Catriona McKenzie réalisant des épisodes de la série. Echo devait sortir mi-2023, mais une annonce de Kevin Feige en février 2023 précise qu'une sortie en 2023 semble peu probable.
Echo se déroule après les événements de Hawkeye, avec Zahn McClarnon reprenant son rôle de William Lopez, avec Vincent D'Onofrio dans Wilson Fisk / Kingpin et Charlie Cox dans Matt Murdock / Daredevil des précédents médias MCU.

### Agatha All Along(2024)

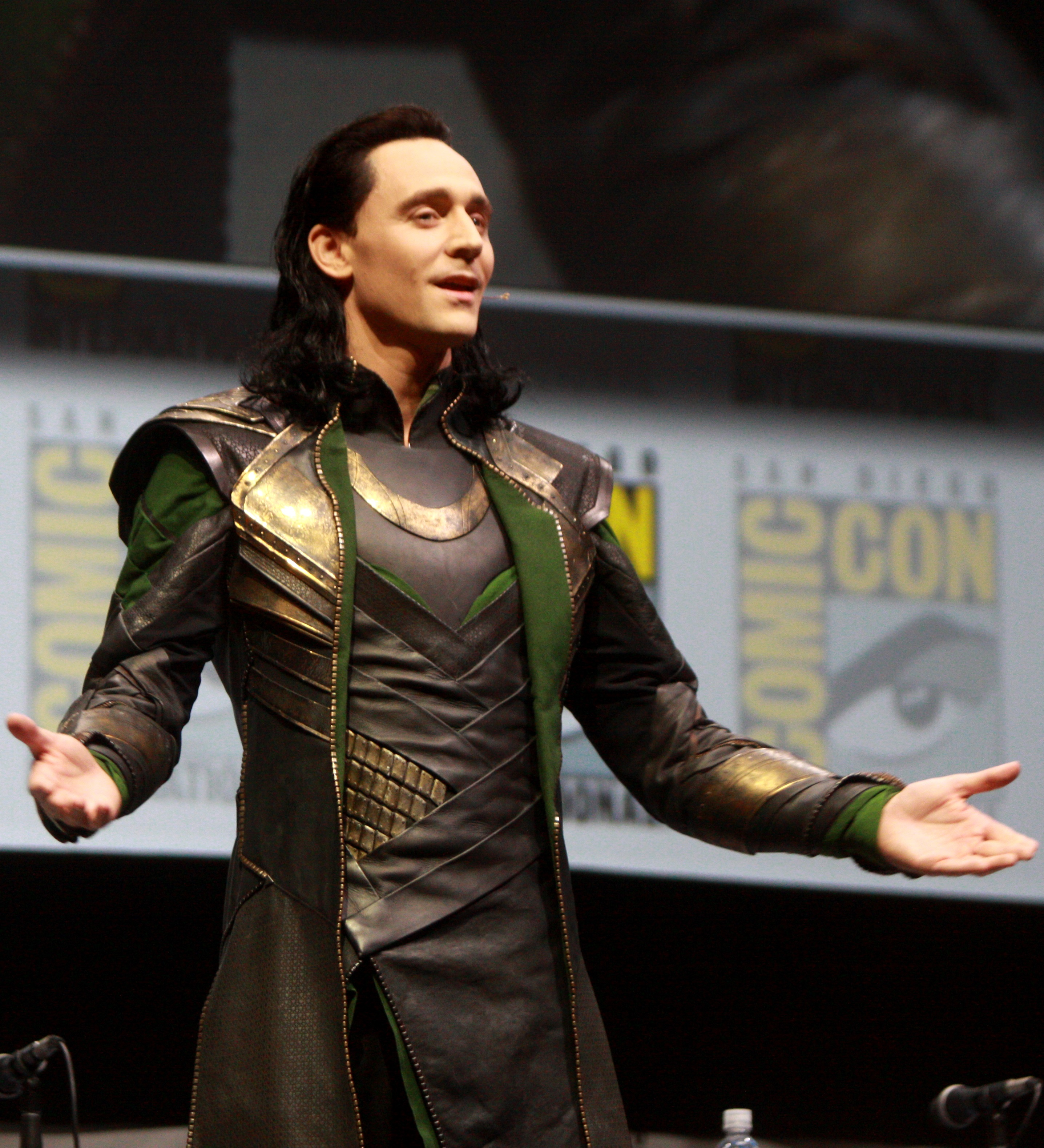
Tom Hiddleston dans le costume du personnage Loki (Marvel Comics).

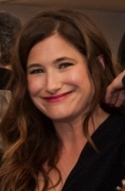
Kathryn Hahn qui incarne le personnage d'Agatha Harkness depuis la série WandaVision.

Le développement d'un spin-off de la série WandaVision avec Kathryn Hahn dans le rôle d'Agatha Harkness a commencé en décembre 2021, avec Jac Schaeffer prêt à écrire et à produire. Agatha: House of Harkness a été initialement annoncé en janvier 2021,  ce qu'il soit renommé en juillet 2022. 20th Television coproduit la série. Le tournage devrait commencer en janvier 2023, à Atlanta, en Géorgie, pour durer jusqu'en mai. Agatha: Coven of Chaos devait sortir fin 2023, mais une annonce de Kevin Feige en février 2023 précise qu'une sortie en 2023 semble peu probable. Lors des Upfronts 2024, la série, sous le titre final Agatha All Along, est confirmée pour une sortie le 18 septembre 2024.

Le 4 octobre 2022, Emma Caulfield est annoncée pour reprendre son rôle de Sarah Proctor / Dottie Jones qu'elle avait endossé dans la série WandaVision.

### Votre fidèle serviteur Spider-Man, saison 1(2025)
Les origines de Peter Parker et ses premiers pas dans le costume de Spider-Man, sous le mentorat de Norman Osborn,.
En novembre 2021, la série d'animation Spider-Man: Freshman Year est annoncée, avec Jeff Trammell comme scénariste principale et producteur exécutif. La série est vue comme un hommage visuel aux premiers comics Spider-Man,. Hudson Thames fait la voix de Parker, reprenant le personnage qu'il incarnait dans What If...?.
Finalement rebaptisée Votre fidèle serviteur Spider-Man (Your Friendly Neighborhood Spider-Man) se déroule dans une réalité alternative au MCU où Norman Osborn est le mentor de Peter Parker au lieu de Tony Stark. Charlie Cox reprend le rôle de Matt Murdock / Daredevil. La série voit également le retour de Norman Osborn et d'Otto Octavius/Dr Octopus, après l'apparition d'autres versions des personnages dans Spider-Man: No Way Home (2021), avec Mac Gargan / Scorpion et Docteur Strange, et Nico Minoru (en), vue dans la série télévisée Runaways.

### Daredevil: Born Again, saison 1(2025)
En mars 2022, un projet de redémarrage de Daredevil s'est révélé être en développement avec Feige en tant que producteur, après que Disney a récupéré les droits sur la série de Netflix et qu'elle a commencé à être diffusée sur Disney+. Il a été confirmé que la série était en développement pour Disney + en mai, avec Matt Corman et Chris Ord attachés en tant que rédacteurs en chef et producteurs exécutifs, et Charlie Cox et Vincent D'Onofrio revenant en tant que Matt Murdock / Daredevil et Wilson Fisk / Kingpin, respectivement. Le tournage a commencé le 6 mars 2023. Daredevil: Born Again est alors annoncé pour début 2024 et se composera de dix-huit épisodes, mais à la suite de premiers retours décevants qui ont poussé Disney à changer l'équipe de production, elle a été repoussée jusqu'en mars 2025.
Le 7 mars 2023, l’acteur Jon Bernthal, qui incarnait Frank Castle / Punisher dans les séries Netflix Daredevil et dans The Punisher, annonce qu’il reprendra son rôle.

### Ironheart(2025)
En décembre 2020, Marvel Studios a annoncé qu'une série centrée sur Riri Williams / Ironheart était en développement avec Dominique Thorne, reprenant son rôle du film Black Panther : Wakanda Forever (2022). Chinaka Hodge a été embauchée comme rédactrice en chef en avril 2021. Ryan Coogler, scénariste et réalisateur de Black Panther (2018) et Black Panther : Wakanda Forever, co-développe la série via sa société Proximity Media, tout comme 20th Television. Le tournage avait commencé début juin 2022, aux studios Trilith à Atlanta, avec Sam Bailey et Angela Barnes réalisant des épisodes de la série. Le tournage se produira également à Chicago, et devrait durer jusqu'à la mi-octobre. Ironheart devait sortir fin 2023, et se composera de six épisodes, mais une annonce de Kevin Feige en février 2023 précise qu'une sortie en 2023 semble peu probable.
En août 2022, la Drag Queen Shea Couleé, aperçue notamment dans RuPaul's Drag Race saison 9, RuPaul's Drag Race All Stars 5 et 7, a été annoncée au casting dans un rôle inconnu pour le moment.

## Chronologie
Les Gardiens de la Galaxie Vol. 3 se déroule après les événements de Thor : Love and Thunder et The Guardians of the Galaxy Holiday Special . Echo se déroule après les événements de Hawkeye .
The Marvels se déroule après les événements de WandaVision, Miss Marvel, Secret Invasion. Les événements de cette dernière mèneront à Armor Wars.
Captain America : Brave New World se déroulera après la série Falcon et le Soldat de l'hiver

## Distribution et personnages récurrents
- Une cellule gris foncé indique le personnage n'était pas dans les films ou séries, ou que la présence du personnage n'a pas encore été confirmée.

### Longs-métrages
| Personnages                                       |                                   |                                   |                   |                      |                                  |                     |      |
| Personnages                                       | 2023                              | 2023                              | 2023              | 2024                 | 2025                             | 2025                | 2025 |
| Personnages                                       | Ant-Man et la Guêpe : Quantumania | Les Gardiens de la Galaxie Vol. 3 | The Marvels       | Deadpool & Wolverine | Captain America: Brave New World | Thunderbolts*       |      |
| ------------------------------------------------- | --------------------------------- | --------------------------------- | ----------------- | -------------------- | -------------------------------- | ------------------- | ---- |
| Scott Lang / Ant-Man                              | Paul Rudd                         |                                   |                   |                      |                                  |                     |      |
| Hope van Dyne / La Guêpe                          | Evangeline Lilly                  |                                   |                   |                      |                                  |                     |      |
| Henry « Hank » Pym                                | Michael Douglas                   |                                   |                   |                      |                                  |                     |      |
| Janet van Dyme                                    | Michelle Pfeiffer                 |                                   |                   |                      |                                  |                     |      |
| Kang le Conquérant                                | Jonathan Majors                   |                                   |                   |                      |                                  |                     |      |
| Cassandra Lang                                    | Kathryn Newton                    |                                   |                   |                      |                                  |                     |      |
| Luis                                              | Michael Peña                      |                                   |                   |                      |                                  |                     |      |
| Lord Krylar                                       | Bill Murray                       |                                   |                   |                      |                                  |                     |      |
| MODOK                                             | Corey Stoll                       |                                   |                   |                      |                                  |                     |      |
| Peter Jason Quill / Star-Lord                     |                                   | Chris Pratt                       |                   |                      |                                  |                     |      |
| Drax                                              |                                   | Dave Bautista                     |                   |                      |                                  |                     |      |
| Nébula                                            |                                   | Karen Gillan                      |                   |                      |                                  |                     |      |
| Mantis                                            |                                   | Pom Klementieff                   |                   |                      |                                  |                     |      |
| Rocket                                            |                                   | Bradley Cooper (voix)             |                   |                      |                                  |                     |      |
| Groot                                             |                                   | Vin Diesel (voix)                 |                   |                      |                                  |                     |      |
| Kraglin Obfonteri                                 |                                   | Sean Gunn                         |                   |                      |                                  |                     |      |
| Carol Danvers / Captain Marvel                    |                                   |                                   | Brie Larson       |                      |                                  |                     |      |
| Monica Rambeau                                    |                                   |                                   | Teyonah Parris    |                      |                                  |                     |      |
| Kamala Khan / Miss Marvel                         |                                   |                                   | Iman Vellani      |                      |                                  |                     |      |
| Nick Fury                                         |                                   |                                   | Samuel L. Jackson |                      |                                  |                     |      |
| Yusuf Khan                                        |                                   |                                   | Mohan Kapur       |                      |                                  |                     |      |
| Muneeba Khan                                      |                                   |                                   | Zenobia Shroff    |                      |                                  |                     |      |
| Amir Khan                                         |                                   |                                   | Saagar Shaikh     |                      |                                  |                     |      |
| Wade Wilson / Deadpool                            |                                   |                                   |                   | Ryan Reynolds        |                                  |                     |      |
| James « Logan » Howlett / Wolverine               |                                   |                                   |                   | Hugh Jackman         |                                  |                     |      |
| Cassandra Nova                                    |                                   |                                   |                   | Emma Corrin          |                                  |                     |      |
| Sam Wilson / Captain America                      |                                   |                                   |                   |                      | Anthony Mackie                   |                     |      |
| le président Thaddeus « Thunderbolt » Ross        |                                   |                                   |                   |                      | Harrison Ford                    |                     |      |
| James « Bucky » Barnes / Soldat de l'Hiver        |                                   |                                   |                   |                      | Sebastian Stan                   | Sebastian Stan      |      |
| La comtesse Valentina « Val » Allegra de Fontaine |                                   |                                   |                   |                      |                                  | Julia Louis-Dreyfus |      |
| Yelena Belova / Black Widow                       |                                   |                                   |                   |                      |                                  | Florence Pugh       |      |
| John Walker / U.S. Agent                          |                                   |                                   |                   |                      |                                  | Wyatt Russell       |      |
| Alexei Shostakov / Gardien Rouge                  |                                   |                                   |                   |                      |                                  | David Harbour       |      |
| Ava Starr / Fantôme                               |                                   |                                   |                   |                      |                                  | Hannah John Kamen   |      |
| Antonia Dreykov / Taskmaster                      |                                   |                                   |                   |                      |                                  | Olga Kurylenko      |      |

### Séries
| Personnages                                   |                     |                    |                   |                          |                       |                      |
| Personnages                                   | 2023                | 2023               | 2024 / 2025       | 2024 / 2025              | 2024 / 2025           | 2024 / 2025          |
| Personnages                                   | Secret Invasion     | Loki (saison 2)    | Echo              | Agatha: Darkhold Diaries | Daredevil: Born Again | Ironheart            |
| --------------------------------------------- | ------------------- | ------------------ | ----------------- | ------------------------ | --------------------- | -------------------- |
| Nick Fury                                     | Samuel L. Jackson   |                    |                   |                          |                       |                      |
| Maria Hill                                    | Cobie Smulders      |                    |                   |                          |                       |                      |
| Colonel James « Rhodey » Rhodes / War Machine | Don Cheadle         |                    |                   |                          |                       |                      |
| Talos                                         | Ben Mendelsohn      |                    |                   |                          |                       |                      |
| Gravik, leader rebelle des Skrulls            | Kingsley Ben-Adir   |                    |                   |                          |                       |                      |
| Everett K. Ross                               | Martin Freeman      |                    |                   |                          |                       |                      |
| Valentina Allegra de Fontaine                 | Julia Louis-Dreyfus |                    |                   |                          |                       |                      |
| Abigail Brand                                 | Emilia Clarke       |                    |                   |                          |                       |                      |
| Agent spécial Sonya Falsworth                 | Olivia Colman       |                    |                   |                          |                       |                      |
| Loki                                          |                     | Tom Hiddleston     |                   |                          |                       |                      |
| Mobius M. Mobius                              |                     | Owen Wilson        |                   |                          |                       |                      |
| Miss Minutes                                  |                     | Tara Strong (voix) |                   |                          |                       |                      |
| Kang le Conquérant                            |                     | Jonathan Majors    |                   |                          |                       |                      |
| Maya Lopez / Echo                             |                     |                    | Alaqua Cox        |                          |                       |                      |
| William Lopez                                 |                     |                    | Zahn McClarnon    |                          |                       |                      |
| Wilson Fisk / le Caïd                         |                     |                    | Vincent D'Onofrio |                          | Vincent D'Onofrio     |                      |
| Matt Murdock / Daredevil                      |                     |                    | Charlie Cox       |                          | Charlie Cox           |                      |
|                                               |                     |                    | Chaske Spencer    |                          |                       |                      |
|                                               |                     |                    | Tantoo Cardinal   |                          |                       |                      |
|                                               |                     |                    | Devery Jacobs     |                          |                       |                      |
|                                               |                     |                    | Cody Lightning    |                          |                       |                      |
|                                               |                     |                    | Graham Greene     |                          |                       |                      |
| Agatha Harkness                               |                     |                    |                   | Kathryn Hahn             |                       |                      |
| Sarah Proctor / Dottie Jones                  |                     |                    |                   | Emma Caulfield           |                       |                      |
| Rio Vidal                                     |                     |                    |                   | Aubrey Plaza             |                       |                      |
| William « Billy » Kaplan                      |                     |                    |                   | Joe Locke                |                       |                      |
| Lilia Calderu                                 |                     |                    |                   | Patti LuPone             |                       |                      |
| Frank Castle / Punisher                       |                     |                    |                   |                          | Jon Bernthal          |                      |
| Riri Williams / Ironheart                     |                     |                    |                   |                          |                       | Dominique Thorne     |
|                                               |                     |                    |                   |                          |                       | Manny Montana        |
| Le meilleur ami de Riri                       |                     |                    |                   |                          |                       | Alden Ehrenreich     |
| Parker Robbins / The Hood                     |                     |                    |                   |                          |                       | Anthony Ramos        |
| La meilleure amie de Riri                     |                     |                    |                   |                          |                       | Lyric Ross (en)      |
|                                               |                     |                    |                   |                          |                       | Zoe Terakes (en)     |
|                                               |                     |                    |                   |                          |                       | Regan Aliyah         |
|                                               |                     |                    |                   |                          |                       | Jaren Merrell        |
|                                               |                     |                    |                   |                          |                       | Harper Anthony       |
|                                               |                     |                    |                   |                          |                       | Shakira Barrera (en) |
|                                               |                     |                    |                   |                          |                       | Shea Couleé          |